# John A. Page

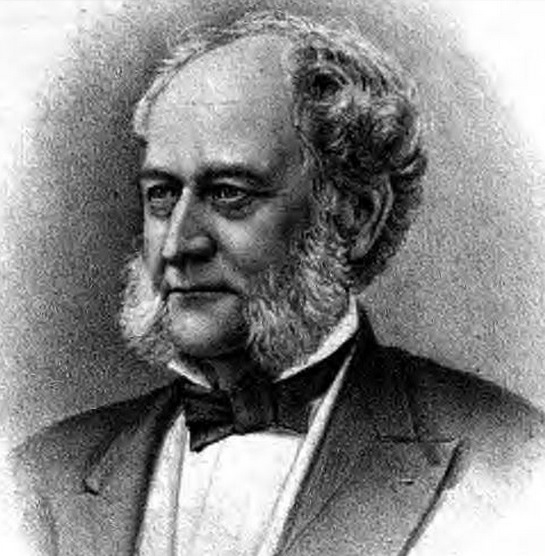
John A. Page

John A. Page (* 17. Juni 1814 in Haverhill; † 23. August 1891 in Montpelier, Vermont) war ein US-amerikanischer Bankier und Politiker, der von 1853 bis 1854 und von 1866 bis 1882 State Treasurer von Vermont war.

## Leben
John A. Page wurde in Haverhill, New Hampshire als Sohn von John Page und Hannah Merrill geboren.
Page besuchte die Schule in Haverhill und machte seinen Abschluss an der Haverhill Academy. Er machte eine Ausbildung als Kaufmann und als Verkäufer in einem Geschäft für getrocknete Lebensmittel in Portland, Maine und Haverhill. Das Geschäft in Haverhill, in dem er beschäftigt war, musste in der Wirtschaftskrise von 1837 schließen und Page wurde Kassierer in der Grafton Bank in Grafton.
Im Jahr 1848 zog Page nach Danville, Vermont, da er dort eine Stelle in der Caledonia Bank angeboten bekommen hatte. Als Mitglied der Demokratischen Partei war er von 1848 bis 1849 Abgeordneter im Repräsentantenhaus von Vermont. Page wurde im Jahr 1849 Partner von Erastus Fairbanks, war für die Kaufmännische Leitung der Connecticut River Railroad zuständig und zog nach Newbury.
Nachdem er im Jahr 1849 zum Kassierer der Vermont Bank ernannt worden war, zog er nach Montpelier. Dort lebte er bis zu seinem Tod. Im Jahr 1852 kandidierte er um das Amt des State Treasurers, unterlag jedoch bei den absoluten Stimmen George Howes. Dieser konnte jedoch die nötige Mehrheit von 50 % und einer Stimme nicht erringen. Die nun folgende Abstimmung in der Vermont General Assembly konnte keiner der Kandidaten für sich entscheiden, so dass gemäß der Verfassung von Vermont ein Treasurer von der Vermont General Assembly eingesetzt wurde. So wurde John A. Page von der General Assembly ernannt.
Die folgende Wahl im Jahr 1854 gewann Henry M. Bates. Page verlor auch die Neuauflage der Wahl im Jahr 1855 gegen Bates.
Als sich die First National Bank of Vermont im Jahr 1865 gründete, wurde Page zu einem Mitglied des Board of Directors gewählt und zum Präsidenten der Bank ernannt.
Inzwischen Mitglied der Republikanischen Partei wurde Page im Jahr 1866 zum Statee Treasurer gewählt. Das Amt hatte er bis 1882 inne.
Im Jahr 1882 zog sich Page von den meisten Ämtern zurück, blieb jedoch bis zum Jahr 1891 Präsident der First National Bank
John A. Page war mit Martha Ward verheiratet. Das Paar hatte einen Sohn, John W. Page, der gemeinsam mit seinem Vater in Montpelier arbeitete und später nach Nebraska zog und Rinderfarmer wurde.
Er starb in Montpelier am 23. August 1891.